# Лещин-Ксенжи
Лещин-Ксенжи (пол. Leszczyn Księży) — село в Польщі, у гміні Бельськ Плоцького повіту Мазовецького воєводства.
Населення — 200 осіб (2011).
У 1975-1998 роках село належало до Плоцького воєводства.

## Демографія
Демографічна структура станом на 31 березня 2011 року:
|          | Загалом | Допрацездатний вік | Працездатний вік | Постпрацездатний вік |
| -------- | ------- | ------------------ | ---------------- | -------------------- |
| Чоловіки | 100     | 17                 | 68               | 15                   |
| Жінки    | 100     | 24                 | 51               | 25                   |
| Разом    | 200     | 41                 | 119              | 40                   |